# Ayesha Farooq
Pour les articles homonymes, voir Farooq.
Ayesha Farooq (en ourdou : عائشہ فاروق) née le 24 août 1987, est une pilote de chasse pakistanaise. Elle est la première femme opérationnelle à ce poste en 2013 au sein de la Force aérienne pakistanaise.

## Jeunesse
Ayesha Farooq est originaire de la ville de Bahawalpur, dans la province du Pendjab au Pakistan.